# Bruno Fernandes (football, 1994)
Pour les articles homonymes, voir Bruno Fernandes et Fernandes.
Borges Fernandes est un nom portugais ; le premier nom de famille (d'usage facultatif) est Borges et le second est Fernandes.
Bruno Miguel Borges Fernandes, plus connu sous le nom de Bruno Fernandes, est un footballeur international portugais né le 8 septembre 1994 à Maia. Il évolue au poste de milieu de terrain offensif à Manchester United.
Bruno Fernandes commence sa carrière à Boavista au Portugal où il fait ses classes de 2004-2012. Non convoqué par son entraîneur en Équipe A, il part pour l'Italie ou il joue pour Novare en jeune puis en pro. C'est à l'Udinese et la Sampdoria que, petit à petit, le joueur se fait un nom en Italie. En 2017, il est de retour au Portugal, cette fois au sein du Sporting Portugal. En 2020, Manchester United débourse environ 60 millions d'euros lors du mercato hivernal pour convaincre le Sporting de laisser partir son meneur de jeu.

## Biographie

### Carrière en club

#### Novara Calcio
Il débute en 2004 dans le centre de formation du FC Boavista situé à Porto. Bruno Fernandes décide ensuite d'aller en Italie pour rejoindre le Novare Calcio, pour une somme de 40 000 euros[réf. nécessaire].
Il dispute, avec Novare, 23 matchs en Serie B, pour quatre buts.
Le club se réjouit de cette recrue, et un an plus tard, réalise un bénéfice d'environ 2,4 millions d'euros, puisque le jeune joueur rejoint l'Udinese.

#### Udinese Calcio
Bruno Fernandes s'impose rapidement dans le club du Frioul comme un titulaire indiscutable.
Il inscrit, avec l'Udinese, cinq buts en Serie A lors de la saison 2013-2014, puis trois buts en 2014-2015, et enfin à nouveau trois buts en 2015-2016. Il marque avec cette équipe un doublé en Serie A, le 3 avril 2016, lors de la 31e journée de championnat. L'Udinese s'impose alors 3-1 à domicile sur le SSC Napoli.
Il atteint, avec l'Udinese, les demi-finales de la Coupe d'Italie en 2014. Son équipe s'incline face à l'ACF Fiorentina.

##### Prêt à la Sampdoria
Il se fait ensuite prêter au club de la Sampdoria de Gênes, pour une somme d'un million d'euros, avec option d'achat obligatoire de six millions d'euros.
Il joue avec cette équipe, 35 matchs de Serie A, pour cinq buts marqués. Il réalise là sa meilleure saison à titre individuel en Italie.

#### Sporting CP

##### 2017-2018
Bruno Fernandes est transféré le 27 juin 2017 au club portugais du Sporting Portugal, pour une somme d'environ 9 M€ + 1 M€ de bonus. Il signe un contrat de cinq ans avec le club lisboète.
En août 2017 il connaît sa première sélection avec la sélection portugaise.
Il participe à la phase de groupe de la Ligue des champions en 2017. Il se met en évidence lors de cette compétition, en inscrivant un premier but face à l'Olympiakos Le Pirée. Le Sporting est reversé en Ligue Europa après son élimination de la compétition. À cette occasion il est l'auteur d'un doublé en seizièmes, à l'occasion de la réception du club kazakh du FK Astana (3-3). Le club atteint les quarts de finale de Ligue Europa.
En championnat, Bruno Fernandes inscrit 11 buts lors de la saison 2017-2018. Il inscrit notamment un doublé lors de la 3e journée, à l'occasion de la réception du Vitória Guimarães. Le Sporting s'impose sur le très large score de 0-5. Le club termine troisième.
Le Sporting atteint la finale de la coupe du Portugal (défaite face au CD Aves 2-1).

##### 2018-2019
Lors de la saison 2018-2019 il inscrit 20 buts et il est l'auteur de 13 passes décisives en championnat. Le Sporting termine de nouveau troisième.
Le club atteint les seizièmes de finale de Ligue Europa en 2019. À cette occasion Fernandes est l'auteur d'un nouveau doublé, sur la pelouse du club azéri du Qarabağ FK le 29 novembre 2018 (victoire 1-6).
Le club atteint pour la deuxième année consécutive la finale de coupe du Portugal et l'emporte en finale face au FC Porto, après une séance de tirs au but. Bruno Fernandes se met en évidence lors de cette édition, en réussissant la performance d'inscrire sept buts en sept matchs.
Cette saison-là il est l'auteur de deux doublés, et un triplé. Il marque son premier doublé le 16 décembre 2018, lors de la 13e journée, à l'occasion de la réception du CD Nacional. Le Sporting s'impose sur le large score de 5-2. Son second doublé intervient le 10 février 2019, lors de la 21e journée, à l'occasion d'un déplacement sur la pelouse du CD Feirense. Le Sporting l'emporte 1-3. Il marque son unique triplé de la saison le 5 mai 2019, lors de la 32e journée. Le Sporting bat lourdement l'Os Belenenses, avec une victoire 1-8 à l'extérieur.

##### 2019-2020
Lors du mercato estival 2019, la presse sportive l'envoie au Real Madrid contre 70 millions d'euros. Il reste finalement au Sporting mais ne peut éviter la lourde défaite du Sporting en Supercoupe du Portugal face au Benfica. (5-0).
Lors de la première partie de la saison 2019-2020 il inscrit 8 buts en 17 matchs de Liga NOS et 5 buts en 5 matchs de ligue Europa. Il quitte le club lors du mercato hivernal.

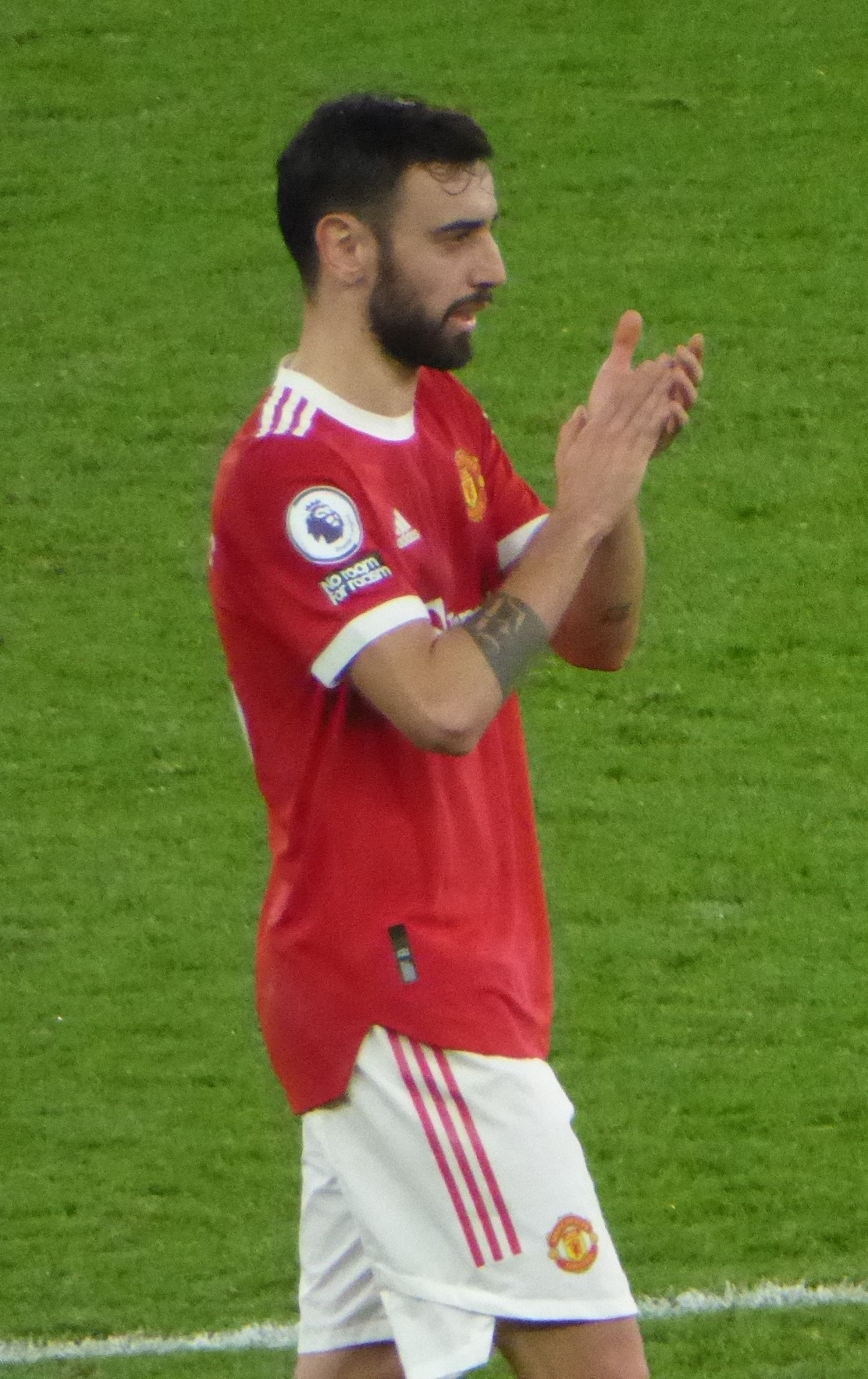
Bruno Fernandes en février 2022 avec Manchester United.

#### Manchester United
Le 29 janvier 2020, un accord entre le Sporting et Manchester United est enfin trouvé, après des semaines de tractations. Fernandes signe donc chez les Reds Devils contre un montant de cinquante-cinq millions d'euros avec des bonus éventuels de vingt-cinq millions. La signature est officiellement actée le jour suivant, Fernandes s'engageant pour cinq ans et demi au club.
Fernandes est rapidement intégré dans l'effectif de Ole Gunnar Solskjær. Le 1er février, il est titulaire lors d'un nul 0-0 à Old Trafford contre Wolverhamtpon en Premier League. La journée suivante, Fernandes est décisif en tirant un corner que Harry Maguire reprend de la tête à Chelsea (victoire 0-2). Il inscrit son premier but mancunien le 23 février en réussissant un penalty avant de délivrer une passe décisive à Mason Greenwood pour conclure un succès 3-0 face à Watford.
Bruno Fernandes est élu joueur du mois de février en Premier League. À la suite de la période de confinement due à l'épidémie de Covid-19, il est de nouveau élu joueur du mois lors de la reprise du championnat au mois de juin. Manchester United termine la saison troisième de Premier League.
Le 1er avril 2022, Il prolonge son contrat jusqu'en 2026 avec une année en option avec le club mancunien. Pour la saison 2023-2024, Fernandes est devenu le capitaine de Manchester United en remplacant Harry Maguire et pour cette saison il marque 15 but pour 13 passe décisive en 48 match et obtient le trophy Sir Matt Busby Player of the Year,. A l'aube de la saison 2024-2025, Bruno Fernandes prolonge son contrat avec les mancuniens jusqu'en 2027 avec une année en option.

### Carrière en sélection
Il participe au Tournoi de Toulon en 2014 avec la sélection portugaise des moins de 20 ans. Lors de cette compétition amicale, il s'illustre en inscrivant un but face au Chili. Le Portugal se classe deuxième du tournoi.
Avec la sélection olympique, il participe aux Jeux olympiques d'été de 2016. Lors du tournoi olympique organisé au Brésil, il joue trois matchs. Il se met en évidence lors de la première rencontre face à l'Argentine, en délivrant deux passes décisives. Le Portugal s'incline en quart de finale face à l'Allemagne.

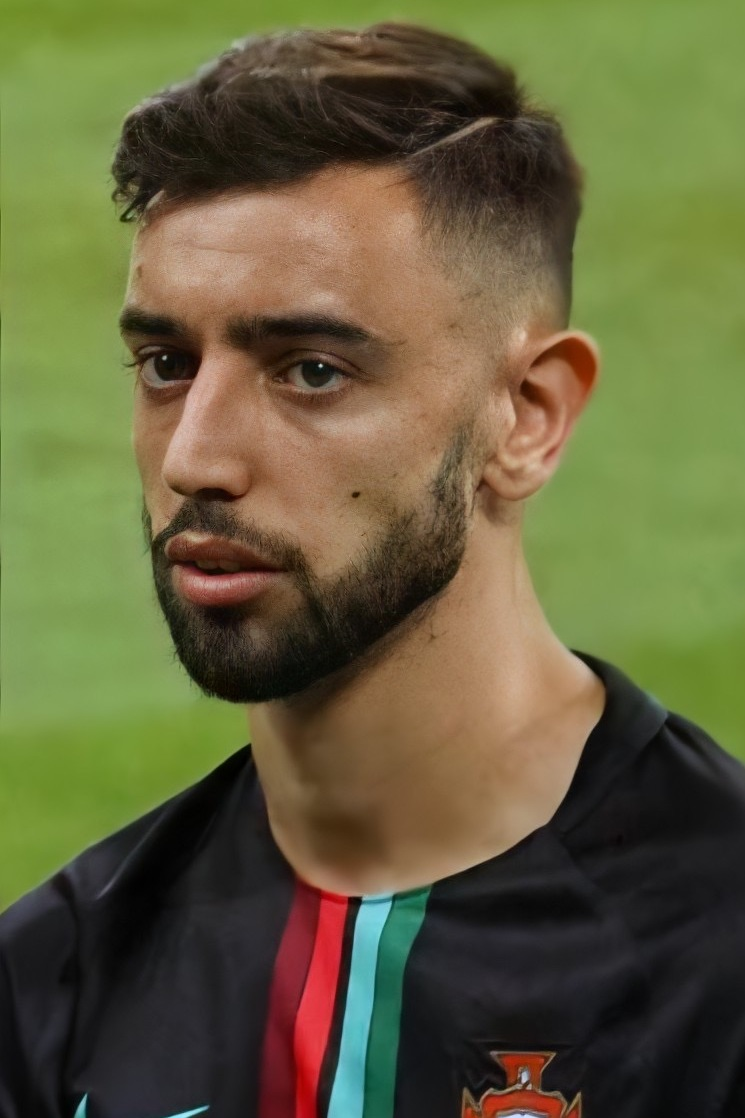
Fernandes avec le Portugal en 2018.

Avec les espoirs, il officie à de nombreuses reprises comme capitaine. Il inscrit avec cette équipe trois buts lors des éliminatoires de l'Euro espoirs, et deux buts lors de matchs amicaux. Il délivre également quatre passes décisives. Il participe ensuite à la phase finale du championnat d'Europe espoirs en juin 2017. Lors de cette compétition organisée en Pologne, il se met en évidence en inscrivant un but lors du premier match contre la Serbie.
Le 28 août 2017, il est appelé pour la première fois en sélection par Fernando Santos en remplacement de Pizzi, blessé. À quatre reprises, il figure sur le banc des remplaçants, mais sans entrer en jeu.
Il reçoit finalement sa première sélection en équipe du Portugal le 10 novembre 2017, en amical contre l'Arabie saoudite. Il entre sur le terrain à la 56e minute de jeu, en remplacement de son coéquipier Manuel Fernandes. Le Portugal s'impose sur la plus petite des marges (1-0). Quatre jours plus tard, il délivre sa première passe décisive, lors d'une rencontre amicale face aux États-Unis. Bruno Fernandes officie comme titulaire et les deux équipes se neutralisent (1-1). Par la suite, le 7 juin 2018, il inscrit son premier but en équipe nationale, lors d'une confrontation amicale face à l'Algérie. Le Portugal s'impose sur le large score de 3-0.
Quelques jours plus tard, il participe à la Coupe du monde 2018 organisé en Russie. Lors de cette compétition, il joue deux rencontres, contre l'Espagne (match nul 3-3) et le Maroc (victoire 1-0). Le Portugal s'incline en huitièmes de finale face à l'Uruguay.

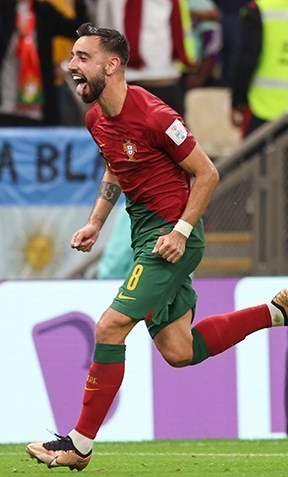
Bruno Fernandes après son but contre l'Uruguay lors de la Coupe du monde 2022.

En juin 2019, il dispute la demi-finale de la Ligue des nations face à la Suisse. Le Portugal s'impose sur le score de 3-0. Il joue dans la foulée la finale face aux Pays-Bas. Le Portugal s'impose sur la plus petite des marges (1-0) et remporte donc le tournoi.
Le 7 septembre 2019, il délivre sa deuxième passe décisive en équipe nationale, lors d'une rencontre face à la Serbie. Ce match gagné 2-4 rentre dans le cadre des éliminatoires de l'Euro 2020.
En mai 2021, il est retenu par Fernando Santos, le sélectionneur de l'équipe nationale du Portugal, pour participer à l'Euro 2020.
Le 10 novembre 2022, il est sélectionné par Fernando Santos pour participer à la Coupe du monde 2022. Durant cette compétition, il offre la victoire aux siens en réalisant un doublé contre l'Uruguay.
En mai 2024, il fait partie de la liste des 26 joueurs convoqués par Roberto Martinez pour disputer l'Euro 2024. Le 22 juin, lors du deuxième match de poules face à la Turquie il contribue à la victoire 3-0 des portugais en inscrivant le troisième but lusitanien.

## Statistiques

### En club
| Saison                | Club                  | Championnat           | Championnat | Championnat | Championnat | Coupe(s) nationale(s) | Coupe(s) nationale(s) | Coupe(s) nationale(s) | Supercoupe | Supercoupe | Supercoupe | Compétition(s) continentale(s) | Compétition(s) continentale(s) | Compétition(s) continentale(s) | Compétition(s) continentale(s) | Total | Total | Total |
| Saison                | Club                  | Division              | M.          | B.          | P.d.        | M.                    | B.                    | P.d.                  | M.         | B.         | P.d.       | Comp.                          | M.                             | B.                             | P.d.                           | M.    | B.    | P.d.  |
| 2012-2013             | Novara Calcio         | Serie B               | 23          | 4           | 2           | 0                     | 0                     | 0                     | -          | -          | -          | -                              | -                              | -                              | -                              | 23    | 4     | 2     |
| 2013-2014             | Udinese Calcio        | Serie A               | 24          | 4           | 6           | 4                     | 0                     | 0                     | -          | -          | -          | -                              | -                              | -                              | -                              | 28    | 4     | 6     |
| 2014-2015             | Udinese Calcio        | Serie A               | 31          | 3           | 2           | 3                     | 1                     | 1                     | -          | -          | -          | -                              | -                              | -                              | -                              | 34    | 4     | 3     |
| 2015-2016             | Udinese Calcio        | Serie A               | 31          | 3           | 4           | 2                     | 0                     | 0                     | -          | -          | -          | -                              | -                              | -                              | -                              | 33    | 3     | 4     |
| Sous-total            | Sous-total            | Sous-total            | 86          | 10          | 12          | 9                     | 1                     | 1                     | -          | -          | -          | -                              | -                              | -                              | -                              | 95    | 11    | 13    |
| 2016-2017             | Sampdoria Gênes       | Serie A               | 33          | 5           | 2           | 2                     | 0                     | 1                     | -          | -          | -          | -                              | -                              | -                              | -                              | 35    | 5     | 3     |
| 2017-2018             | Sporting Portugal     | Primeira Liga         | 33          | 11          | 8           | 9                     | 1                     | 3                     | -          | -          | -          | C1+C3                          | 8+6                            | 1+3                            | 3+4                            | 56    | 16    | 18    |
| 2018-2019             | Sporting Portugal     | Primeira Liga         | 33          | 20          | 13          | 12                    | 10                    | 3                     | -          | -          | -          | C3                             | 8                              | 3                              | 2                              | 53    | 33    | 18    |
| 2019-2020             | Sporting Portugal     | Primeira Liga         | 17          | 8           | 7           | 5                     | 2                     | 4                     | 1          | 0          | 0          | C3                             | 5                              | 5                              | 3                              | 28    | 15    | 14    |
| Sous-total            | Sous-total            | Sous-total            | 83          | 39          | 28          | 26                    | 13                    | 10                    | 1          | 0          | 0          | -                              | 27                             | 12                             | 12                             | 137   | 64    | 50    |
| 2019-2020             | Manchester United     | Premier League        | 14          | 8           | 7           | 3                     | 1                     | 0                     | -          | -          | -          | C3                             | 5                              | 3                              | 1                              | 22    | 12    | 8     |
| 2020-2021             | Manchester United     | Premier League        | 37          | 18          | 11          | 6                     | 1                     | 1                     | -          | -          | -          | C1+C3                          | 6+9                            | 4+5                            | 1+4                            | 58    | 28    | 17    |
| 2021-2022             | Manchester United     | Premier League        | 36          | 10          | 6           | 3                     | 0                     | 1                     | -          | -          | -          | C1                             | 7                              | 0                              | 7                              | 46    | 10    | 14    |
| 2022-2023             | Manchester United     | Premier League        | 37          | 8           | 8           | 11                    | 5                     | 2                     | -          | -          | -          | C3                             | 11                             | 1                              | 4                              | 59    | 14    | 14    |
| 2023-2024             | Manchester United     | Premier League        | 35          | 10          | 8           | 7                     | 3                     | 3                     | -          | -          | -          | C1                             | 6                              | 2                              | 2                              | 48    | 15    | 13    |
| 2024-2025             | Manchester United     | Premier League        | 36          | 8           | 11          | 6                     | 4                     | 3                     | 1          | 0          | 1          | C3                             | 14                             | 7                              | 5                              | 57    | 19    | 20    |
| 2025-2026             | Manchester United     | Premier League        | 1           | 0           | 0           | -                     | -                     | -                     | -          | -          | -          | -                              | -                              | -                              | -                              | 1     | 0     | 0     |
| Sous-total            | Sous-total            | Sous-total            | 196         | 62          | 51          | 36                    | 14                    | 10                    | 1          | 0          | 1          | -                              | 58                             | 22                             | 23                             | 291   | 98    | 85    |
| Total sur la carrière | Total sur la carrière | Total sur la carrière | 421         | 120         | 95          | 73                    | 28                    | 22                    | 2          | 0          | 1          | -                              | 85                             | 34                             | 35                             | 581   | 182   | 153   |

### En sélection
| Années                | Sélection             | Phases finales         | Phases finales | Phases finales | Phases finales | Éliminatoires | Éliminatoires | Éliminatoires | Éliminatoires | Amicaux | Amicaux | Amicaux | Autres compétitions | Autres compétitions | Autres compétitions | Autres compétitions | Total | Total | Total |
| Années                | Sélection             | Comp.                  | M.             | B.             | P.d.           | Comp.         | M.            | B.            | P.d.          | M.      | B.      | P.d.    | Comp.               | M.                  | B.                  | P.d.                | M.    | B.    | P.d.  |
| --------------------- | --------------------- | ---------------------- | -------------- | -------------- | -------------- | ------------- | ------------- | ------------- | ------------- | ------- | ------- | ------- | ------------------- | ------------------- | ------------------- | ------------------- | ----- | ----- | ----- |
| 2017                  | Portugal              | -                      | -              | -              | -              | CdM 2018      | 0             | 0             | 0             | 2       | 0       | 1       | -                   | -                   | -                   | -                   | 2     | 0     | 1     |
| 2018                  | Portugal              | Coupe du monde 2018    | 2              | 0              | 0              | -             | -             | -             | -             | 6       | 1       | 0       | LdN                 | 1                   | 0                   | 0                   | 9     | 1     | 0     |
| 2019                  | Portugal              | Ligue des nations 2019 | 2              | 0              | 0              | Euro 2020     | 6             | 1             | 2             | -       | -       | -       | -                   | -                   | -                   | -                   | 8     | 1     | 2     |
| 2020                  | Portugal              | -                      | -              | -              | -              | -             | -             | -             | -             | -       | -       | -       | LdN                 | 6                   | 0                   | 1                   | 6     | 0     | 1     |
| 2021                  | Portugal              | Euro 2020              | 4              | 0              | 0              | CdM 2022      | 7             | 1             | 2             | 4       | 3       | 1       | -                   | -                   | -                   | -                   | 15    | 4     | 3     |
| 2022                  | Portugal              | Coupe du monde 2022    | 4              | 2              | 3              | CdM 2022      | 2             | 2             | 0             | 1       | 2       | 0       | LdN                 | 6                   | 1                   | 1                   | 13    | 7     | 4     |
| 2023                  | Portugal              | -                      | -              | -              | -              | Euro 2024     | 10            | 6             | 7             | -       | -       | -       | -                   | -                   | -                   | -                   | 10    | 6     | 7     |
| 2024                  | Portugal              | Euro 2024              | 4              | 1              | 0              | -             | -             | -             | -             | 4       | 3       | 2       | LdN                 | 5                   | 2                   | 2                   | 13    | 6     | 4     |
| 2025                  | Portugal              | Ligue des nations 2025 | 4              | 0              | 0              | -             | -             | -             | -             | -       | -       | -       | -                   | -                   | -                   | -                   | 4     | 0     | 0     |
| Total sur la carrière | Total sur la carrière | Total sur la carrière  | 20             | 3              | 3              | -             | 25            | 10            | 11            | 17      | 9       | 4       | -                   | 18                  | 3                   | 4                   | 80    | 25    | 22    |

#### Matchs internationaux
Le tableau suivant liste les rencontres de l'équipe du Portugal dans lesquelles Bruno Fernandes a été sélectionné depuis le 10 novembre 2017 jusqu'à présent :

#### Buts internationaux
| Buts internationaux de Bruno Fernandes | Buts internationaux de Bruno Fernandes | Buts internationaux de Bruno Fernandes | Buts internationaux de Bruno Fernandes | Buts internationaux de Bruno Fernandes | Buts internationaux de Bruno Fernandes | Buts internationaux de Bruno Fernandes | Buts internationaux de Bruno Fernandes | Buts internationaux de Bruno Fernandes |
| 0                                      | Date                                   | Lieu                                   | Compétition                            | Résultat                               | Adversaire                             | Détail                                 | Détail                                 | Sél.                                   |
| -------------------------------------- | -------------------------------------- | -------------------------------------- | -------------------------------------- | -------------------------------------- | -------------------------------------- | -------------------------------------- | -------------------------------------- | -------------------------------------- |
| 1er                                    | 7 juin 2018                            | Estádio da Luz, Lisbonne               | Match amical                           | 3 - 0                                  | Algérie                                | 37e                                    | 2 - 0                                  | 6e                                     |
| 2e                                     | 17 novembre 2019                       | Stade Josy-Barthel, Luxembourg         | Éliminatoires Euro 2020                | 0 - 2                                  | Luxembourg                             | 39e                                    | 0 - 1                                  | 19e                                    |
| 3e                                     | 9 juin 2021                            | Estádio da Luz, Lisbonne               | Match amical                           | 4 - 0                                  | Israël                                 | 42e                                    | 1 - 0                                  | 29e                                    |
| 4e                                     | 9 juin 2021                            | Estádio da Luz, Lisbonne               | Match amical                           | 4 - 0                                  | Israël                                 | 90+1e                                  | 4 - 0                                  | 29e                                    |
| 5e                                     | 4 septembre 2021                       | Nagyerdei Stadion, Debrecen            | Match amical                           | 1 - 3                                  | Qatar                                  | 88e                                    | 1 - 3                                  | 35e                                    |
| 6e                                     | 12 octobre 2021                        | Estádio da Luz, Lisbonne               | Éliminatoires CDM 2022                 | 5 - 0                                  | Luxembourg                             | 17e                                    | 3 - 0                                  | 38e                                    |
| 7e                                     | 29 mars 2022                           | Stade du Dragon, Porto                 | Éliminatoires CDM 2022                 | 2 - 0                                  | Macédoine du Nord                      | 32e                                    | 1 - 0                                  | 42e                                    |
| 8e                                     | 29 mars 2022                           | Stade du Dragon, Porto                 | Éliminatoires CDM 2022                 | 2 - 0                                  | Macédoine du Nord                      | 65e                                    | 2 - 0                                  | 42e                                    |
| 9e                                     | 24 septembre 2022                      | Sinobo Stadium, Prague                 | Ligue des nations 2022-2023            | 0 - 4                                  | Tchéquie                               | 45+2e                                  | 0 - 2                                  | 47e                                    |
| 10e                                    | 17 novembre 2022                       | Estádio José Alvalade XXI, Lisbonne    | Match amical                           | 4 - 0                                  | Nigeria                                | 9e                                     | 1 - 0                                  | 49e                                    |
| 11e                                    | 17 novembre 2022                       | Estádio José Alvalade XXI, Lisbonne    | Match amical                           | 4 - 0                                  | Nigeria                                | 35e                                    | 2 - 0                                  | 49e                                    |
| 12e                                    | 28 novembre 2022                       | Stade de Lusail, Lusail                | Coupe du monde 2022                    | 2 - 0                                  | Uruguay                                | 54e                                    | 1 - 0                                  | 51e                                    |
| 13e                                    | 28 novembre 2022                       | Stade de Lusail, Lusail                | Coupe du monde 2022                    | 2 - 0                                  | Uruguay                                | 90+3e                                  | 2 - 0                                  | 51e                                    |
| 14e                                    | 17 juin 2023                           | Estádio da Luz, Lisbonne               | Éliminatoires Euro 2024                | 3 - 0                                  | Bosnie-Herzégovine                     | 77e                                    | 2 - 0                                  | 56e                                    |
| 15e                                    | 17 juin 2023                           | Estádio da Luz, Lisbonne               | Éliminatoires Euro 2024                | 3 - 0                                  | Bosnie-Herzégovine                     | 90+3e                                  | 3 - 0                                  | 56e                                    |
| 16e                                    | 8 septembre 2023                       | Tehelné pole, Bratislava               | Éliminatoires Euro 2024                | 0 - 1                                  | Slovaquie                              | 43e                                    | 0 - 1                                  | 58e                                    |
| 17e                                    | 11 septembre 2023                      | Stade de l'Algarve, Faro               | Éliminatoires Euro 2024                | 9 - 0                                  | Luxembourg                             | 83e                                    | 8 - 0                                  | 59e                                    |
| 18e                                    | 16 octobre 2023                        | Stade Bilino-Polje, Zenica             | Éliminatoires Euro 2024                | 0 - 5                                  | Bosnie-Herzégovine                     | 25e                                    | 0 - 3                                  | 61e                                    |
| 19e                                    | 19 novembre 2023                       | Estádio José Alvalade XXI, Lisbonne    | Éliminatoires Euro 2024                | 2 - 0                                  | Islande                                | 37e                                    | 1 - 0                                  | 63e                                    |
| 20e                                    | 21 mars 2024                           | Stade D.-Afonso-Henriques, Guimarães   | Match amical                           | 5 - 2                                  | Suède                                  | 45e                                    | 3 - 0                                  | 64e                                    |
| 21e                                    | 4 juin 2024                            | Estádio José Alvalade XXI, Lisbonne    | Match amical                           | 4 - 2                                  | Finlande                               | 55e                                    | 3 - 0                                  | 65e                                    |
| 22e                                    | 4 juin 2024                            | Estádio José Alvalade XXI, Lisbonne    | Match amical                           | 4 - 2                                  | Finlande                               | 84e                                    | 4 - 2                                  | 65e                                    |
| 23e                                    | 22 juin 2024                           | BVB Stadion Dortmund, Dordrecht        | Championnat d'Europe 2024              | 0 - 3                                  | Turquie                                | 55e                                    | 0 - 3                                  | 69e                                    |
| 24e                                    | 8 septembre 2024                       | Estádio da Luz, Lisbonne               | Ligue des nations 2024-2025            | 2 - 1                                  | Écosse                                 | 54e                                    | 1 - 1                                  | 73e                                    |
| 25e                                    | 15 novembre 2024                       | Stade du Dragon, Porto                 | Ligue des nations 2024-2025            | 5 - 1                                  | Pologne                                | 80e                                    | 3 - 0                                  | 76e                                    |

## Palmarès

### En club
| Sporting Portugal (3)                                                                                                   | Manchester United (2) |
| --- | --- |
| - Coupe du Portugal (1) : - Vainqueur en 2019 - Finaliste en 2018 - Coupe de la Ligue (2) : - Vainqueur en 2018 et 2019 | - Premier League (0) : - Vice-Champion en 2021 - Coupe d'Angleterre (1) : - Vainqueur en 2024 - Finaliste en 2023 - Coupe de la Ligue (1) : - Vainqueur en 2023 - Community Shield (0) : - Finaliste en 2024 - Ligue Europa (0) : - Finaliste en 2021 et 2025 |

### En sélection
| Portugal (2)                                          |
| ----------------------------------------------------- |
| - Ligue des nations (2) : - Vainqueur en 2019 et 2025 |

### Distinctions individuelles
- Joueur du mois du championnat d'Angleterre en février, juin, novembre et décembre 2020 et mars 2025
- Meilleur joueur du championnat portugais en 2018 et 2019
- Meilleur buteur de la Ligue Europa en 2020 et 2025
- Membre de l'équipe de la Ligue Europa en 2018 et 2020 et 2021 et 2025
- Membre de l'équipe type du championnat portugais en 2018 et 2019
- Plus beau but de Premier League en juin 2020 et février 2021 et septembre 2023
- Membre de l'équipe-type de Premier League 2020-2021.
- Meilleur passeur de la Ligue des champions en 2021-2022
- Sir Matt Busby Player of the Year en 2019–2020 et 2020–2021 et 2023-2024 et 2024-2025